# Mollisia sordidula
Mollisia sordidula är en svampart. Mollisia sordidula ingår i släktet Mollisia och familjen Dermateaceae.

## Underarter
Arten delas in i följande underarter:
- major
- sordidula